# ニンフェンブルク条約
ニンフェンブルク条約（独: Vertrag von Nymphenburg, 仏: Traité de Nymphembourg, 西: Tratado de Nymphenburg）は、1741年5月28日に締結されたオーストリア継承戦争における条約である。バイエルン、フランス、スペインの三国によって結ばれた。ニンフェンブルク宮殿において締結されたのでこの名がある。
神聖ローマ皇帝カール6世が没すると、バイエルン選帝侯カール・アルブレヒトは妻マリア・アマーリアが先々帝ヨーゼフ1世の娘であったことからハプスブルク領の継承を主張してオーストリアに宣戦布告した。オーストリアの弱体化を狙うフランスは積極的にバイエルンを支援し、スペインもオーストリア領北イタリアの獲得を目指して参戦した。この条約は、各々の欲する領土の獲得を互いに承認して、これら三国の同盟を成立させるものであった。
バイエルンはオーストリア世襲領 (オーストリア大公領、ベーメン王国領) とさらに神聖ローマ皇帝位を、フランスは南ネーデルラントを、スペインはミラノ公国とパルマ公国をそれぞれ狙っていた。
加えてフランスは6月、すでにシュレージェンに攻め込んでいたプロイセンと同盟を結び、ザクセンも形勢を見て反オーストリア側に付いたため、ここにオーストリア包囲網が完成した。しかし戦争は最終的にバイエルンの敗北に終わったので、この条約に参加した国のうち成功したのはスペインのパルマ公国獲得だけであった。

## 参考資料
- 林健太郎、堀米雇三 編『世界の戦史6 ルイ十四世とフリードリヒ大王』（人物往来社、1966年）
- de:Vertrag von Nymphenburg (1741) (01:08, 9. Jan. 2009 UTC)